# Петруш Начев
 Тази статия е за дееца на ВМОРО.  За участника в Четническата акция вижте Петър Начев.  
Петър (Петруш) Начев е български революционер, деец на Вътрешната македоно-одринска революционна организация.

## Биография
Начев е търговец в битолската Ени махала, българската махала на града. Влиза във ВМОРО като един от първите ѝ членове, посветен от Пере Тошев. Според Тома Николов е много почтен човек. Влиза в окръжния комитет на ВМОРО в града като касиер. След избухването на Лигушевата афера в 1906 година заедно с основния учител Евгени Попсимеонов и Михаил Ракиджиев остават единствените трима ръководители на организацията в Битоля.